# Tytsjerk
Tytsjerk est un village situé dans la commune néerlandaise de Tytsjerksteradiel, dans la province de la Frise. Son nom en néerlandais est Tietjerk. Le 1er janvier 2009, le village comptait 1 515 habitants.

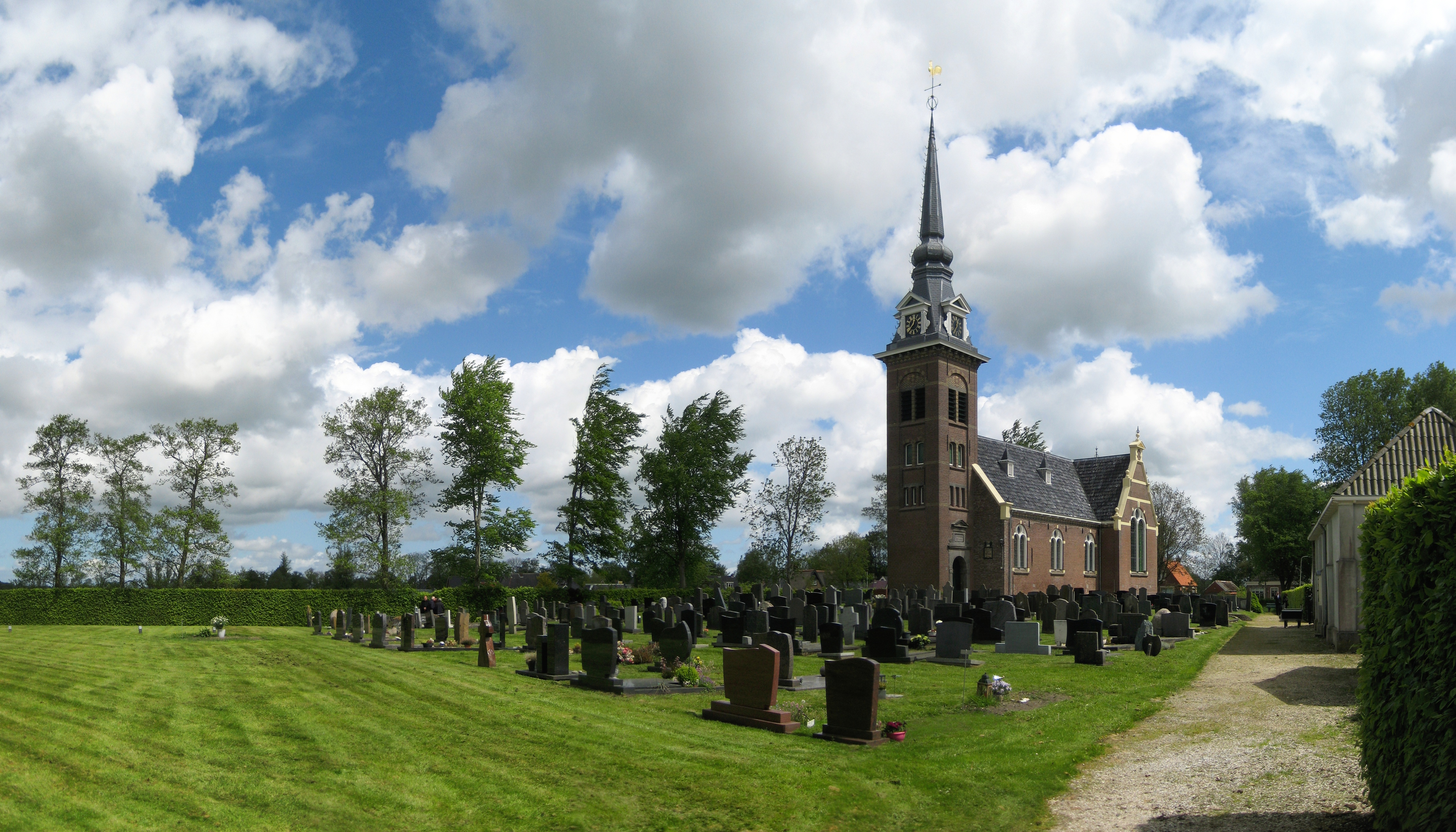
L'église de Tytsjerk (2014)